# 世界ジュニアヘビー級王座
世界ジュニアヘビー級王座（せかいジュニアヘビーきゅうおうざ）は、全日本プロレスが管理、PWFが認定している王座。

## 歴史
タイガーマスク（2代目）が返上したNWAインターナショナル・ジュニアヘビー級王座の後継として創設。1986年7月31日、トーナメント決勝でブラッド・アームストロングを破ったヒロ斎藤が初代王者となった。
なお、名称が類似するNWA世界ジュニアヘビー級王座とは直接の関係はない。
また、全日本プロレスが管理、PWFが認定しているPWF世界ヘビー級王座、PWF世界タッグ王座があったが、当王座をPWF世界ジュニアヘビー級王座と呼ぶことはない。
体重制限は105kg（231.5lb）であり、他団体のジュニアヘビー級王座に比べ体重制限が緩く、ヘビー級戦線で活躍する選手が王座に挑戦することがある。
2017年、ベルトの老朽化に伴い、新ベルトを作製。8月27日の両国国技館興行におけるタイトルマッチより、新ベルトが贈呈された。
2019年6月3日、第51代王者の青木篤志がタイトルを保持したまま事故のため死去。団体は王座防衛期限である半年間（同年11月20日まで）、青木を王者と認定しその間は選手権試合を行わない意向を示した。同年11月21日から王座決定トーナメントを開催し、決勝戦である2020年1月3日にて横須賀ススムが新王者となり、ベルトも新調される。

## 歴代王者
歴代王者、防衛回数、獲得日と場所は全日本プロレスの記載に基づく。
| 歴代   | 王者                    | 戴冠回数 | 防衛回数 | 日付           | 場所                                 |
| ------ | ----------------------- | -------- | -------- | -------------- | ------------------------------------ |
| 初代   | ヒロ斎藤                | 1        | 3        | 1986年7月31日  | 両国国技館                           |
| 第2代  | 小林邦昭                | 1        | 1        | 1986年11月23日 | 後楽園ホール                         |
| 第3代  | 渕正信                  | 1        | 7        | 1987年1月3日   | 後楽園ホール                         |
| 第4代  | ジョー・マレンコ        | 1        | 0        | 1989年1月20日  | 福岡国際センター                     |
| 第5代  | マイティ井上            | 1        | 2        | 1989年1月25日  | 大阪府立体育会館                     |
| 第6代  | 渕正信                  | 2        | 1        | 1989年3月8日   | 日本武道館                           |
| 第7代  | 仲野信市                | 1        | 0        | 1989年4月16日  | 後楽園ホール                         |
| 第8代  | 百田光雄                | 1        | 2        | 1989年4月20日  | 大阪府立体育会館                     |
| 第9代  | ジョー・マレンコ        | 2        | 2        | 1989年7月1日   | 大宮市民体育館                       |
| 第10代 | 渕正信                  | 3        | 14       | 1989年10月20日 | 愛知県体育館                         |
| 第11代 | ダニー・クロファット    | 1        | 0        | 1993年5月21日  | 札幌中島スポーツセンター             |
| 第12代 | 渕正信                  | 4        | 2        | 1993年8月23日  | 静岡産業館                           |
| 第13代 | ダニー・クロファット    | 2        | 5        | 1994年7月12日  | 鹿児島アリーナ                       |
| 第14代 | 小川良成                | 1        | 4        | 1995年9月10日  | 日本武道館                           |
| 第15代 | 渕正信                  | 5        | 0        | 1996年6月30日  | 後楽園ホール                         |
| 第16代 | 菊地毅                  | 1        | 2        | 1996年7月24日  | 日本武道館                           |
| 第17代 | 小川良成                | 2        | 1        | 1997年1月15日  | 後楽園ホール                         |
| 第18代 | マウナケア・モスマン    | 1        | 3        | 1997年8月22日  | 後楽園ホール                         |
| 第19代 | 小川良成                | 3        | 5        | 1998年7月19日  | 新潟市体育館                         |
| 第20代 | ケンドー・カシン        | 1        | 8        | 2002年4月13日  | 日本武道館                           |
| 第21代 | カズ・ハヤシ            | 1        | 6        | 2004年2月22日  | 日本武道館                           |
| 第22代 | TAKAみちのく            | 1        | 12       | 2005年1月10日  | 後楽園ホール                         |
| 第23代 | 近藤修司                | 1        | 5        | 2005年10月22日 | 後楽園ホール                         |
| 第24代 | 中嶋勝彦                | 1        | 3        | 2007年2月17日  | 両国国技館                           |
| 第25代 | シルバー・キング        | 1        | 0        | 2008年3月1日   | 両国国技館                           |
| 第26代 | 土方隆司                | 1        | 3        | 2008年4月29日  | 愛知県体育館                         |
| 第27代 | 丸藤正道                | 1        | 4        | 2008年9月28日  | 横浜文化体育館                       |
| 第28代 | カズ・ハヤシ            | 2        | 17       | 2009年2月6日   | 後楽園ホール                         |
| 第29代 | 稔                      | 1        | 1        | 2011年1月2日   | 後楽園ホール                         |
| 第30代 | KAI                     | 1        | 2        | 2011年6月19日  | 両国国技館                           |
| 第31代 | ケニー・オメガ          | 1        | 5        | 2011年10月23日 | 両国国技館                           |
| 第32代 | KAI                     | 2        | 0        | 2012年5月27日  | 後楽園ホール                         |
| 第33代 | 大和ヒロシ              | 1        | 5        | 2012年8月12日  | 後楽園ホール                         |
| 第34代 | 近藤修司                | 2        | 0        | 2013年1月2日   | 後楽園ホール                         |
| 第35代 | 金丸義信                | 1        | 7        | 2013年2月23日  | 後楽園ホール                         |
| 第36代 | ウルティモ・ドラゴン    | 1        | 2        | 2013年12月15日 | 後楽園ホール                         |
| 第37代 | 青木篤志                | 1        | 5        | 2014年5月29日  | 後楽園ホール                         |
| 第38代 | 鈴木鼓太郎              | 1        | 6        | 2015年3月27日  | 後楽園ホール                         |
| 第39代 | 青木篤志                | 2        | 3        | 2016年2月21日  | 大阪府立体育会館第2競技場            |
| 第40代 | 佐藤光留                | 1        | 1        | 2016年6月19日  | 東京ドームホテル札幌ピアリッジホール |
| 第41代 | 高尾蒼馬                | 1        | 1        | 2016年8月28日  | 両国国技館                           |
| 第42代 | 石井慧介                | 1        | 3        | 2016年11月27日 | 両国国技館                           |
| 第43代 | 佐藤光留                | 2        | 4        | 2017年4月28日  | 卸センターオレンジホール             |
| 第44代 | TAJIRI                  | 1        | 0        | 2017年7月30日  | 大阪府立体育会館第2競技場            |
| 第45代 | ウルティモ・ドラゴン    | 2        | 1        | 2017年8月27日  | 両国国技館                           |
| 第46代 | TAJIRI                  | 2        | 3        | 2017年10月21日 | 横浜文化体育館                       |
| 第47代 | 青木篤志                | 3        | 4        | 2018年2月3日   | 横浜文化体育館                       |
| 第48代 | 岩本煌史                | 1        | 0        | 2018年8月26日  | キッコーマンアリーナ                 |
| 第49代 | 近藤修司                | 3        | 1        | 2018年9月22日  | 博多スターレーン                     |
| 第50代 | 岩本煌史                | 2        | 2        | 2018年11月29日 | 名古屋国際会議場イベントホール       |
| 第51代 | 青木篤志                | 4        | 0        | 2019年5月20日  | 後楽園ホール                         |
| 第52代 | 横須賀ススム            | 1        | 5        | 2020年1月3日   | 後楽園ホール                         |
| 第53代 | 岩本煌史                | 3        | 4        | 2020年7月25日  | 後楽園ホール                         |
| 第54代 | CIMA                    | 1        | 2        | 2021年2月20日  | 名古屋国際会議場イベントホール       |
| 第55代 | 岩本煌史                | 4        | 0        | 2021年6月9日   | 後楽園ホール                         |
| 第56代 | フランシスコ・アキラ    | 1        | 0        | 2021年6月26日  | 大田区総合体育館                     |
| 第57代 | SUGI                    | 1        | 2        | 2021年7月22日  | 後楽園ホール                         |
| 第58代 | イザナギ                | 1        | 0        | 2021年10月16日 | 大田区総合体育館                     |
| 第59代 | スペル・クレイジー      | 1        | 0        | 2021年12月16日 | 後楽園ホール                         |
| 第60代 | SUGI                    | 2        | 2        | 2022年1月3日   | 後楽園ホール                         |
| 第61代 | 佐藤光留                | 3        | 3        | 2022年2月23日  | 後楽園ホール                         |
| 第62代 | タイガーマスク（4代目） | 1        | 3        | 2022年6月19日  | 大田区総合体育館                     |
| 第63代 | 青柳亮生                | 1        | 5        | 2022年9月18日  | 日本武道館                           |
| 第64代 | 土井成樹                | 1        | 2        | 2023年2月19日  | 後楽園ホール                         |
| 第65代 | 青柳亮生                | 2        | 1        | 2023年5月29日  | 後楽園ホール                         |
| 第66代 | エル・リンダマン        | 1        | 4        | 2023年7月2日   | 後楽園ホール                         |
| 第67代 | 田村男児                | 1        | 3        | 2023年12月31日 | 国立代々木競技場第二体育館           |
| 第68代 | ライジングHAYATO        | 1        | 3        | 2024年3月9日   | 後楽園ホール                         |
| 第69代 | "ミスター斉藤"土井成樹  | 2        | 5        | 2024年7月13日  | 大阪府立体育会館第2競技場            |
| 第70代 | MUSASHI                 | 1        | 2        | 2025年1月26日  | 幕張メッセ                           |
| 第71代 | 吉岡世起                | 1        | 2        | 2025年5月18日  | 大田区総合体育館                     |
| 第72代 | 青柳亮生                | 3        |          | 2025年8月10日  | エア・ウォーターアリーナ松本         |

## 主な記録
- 最多戴冠記録：5回
渕正信（第3・6・10・12・15代）
- 最多連続防衛：17回
カズ・ハヤシ（第28代）
- 最多通算防衛：24回
渕正信
- 最長保持期間：1309日
渕正信（第10代）
- デビュー最短戴冠記録：2年9ヶ月
マウナケア・モスマン（第18代）
- デビュー最長戴冠記録：33年10ヶ月
スペル・クレイジー（第59代）
- 最年少戴冠記録：18歳11ヶ月
中嶋勝彦（第24代）
- 最年長戴冠記録：51歳7ヶ月
タイガーマスク（4代目）（第62代）